# Вага, Яков
Я́ков Ва́га (пол. Jakub Ignacy Waga, 1800—1872) — польский ботаник, брат Антона Ваги.
Окончив курс в Варшавском университете, путешествовал по Царству Польскому и собирал материалы для своего сочинения «Flora polska jawnokwiatowych» (3 тома, 1847—1848), заключающего в себе описание растений, растущих в диком состоянии в Польше.
Другое сочинение его «Historia raslin» (Варшава, 1871—1872).